# Mieke van Zonneveld
Mieke van Zonneveld (Hilversum, 5 april 1989) is dichter, letterkundige en docent Nederlands. Ze studeerde Nederlands en oudheidkunde aan de Vrije Universiteit Amsterdam.
Van Zonneveld debuteerde in 2016 met haar bundel Leger en publiceerde eerder in De Tweede Ronde, De Gids, Awater, Das Magazin, Liter en Avantgaerde. In 2013 won ze de Turing Gedichtenwedstrijd, een initiatief van Gerrit Komrij, met haar gedicht Nee. In 2018 en 2019 was Van Zonneveld stadsdichter van Hilversum. Haar eerste (tweetalige) gedicht, Ensemble, heeft een plek op de gevel van de International School Hilversum waar ze les heeft gekregen en later zelf docent werd. In 2019 werd de Lucy B. en C.W. van der Hoogtprijs aan haar toegekend.
Haar essay Gods ruïne werd opgenomen in de bundel Over ziek zijn, Virginia Woolf, Uitgeverij HetMoet, 2020, ISBN 9789083018386.